# 赫羅莫韋
48°36′00″N 37°56′45″E / 48.60000°N 37.94583°E
赫羅莫韋（羅馬化：Khromove）是位於乌克兰東部的镇，名义上由顿涅茨克州巴赫穆特区的巴赫穆特市镇負責管轄，惟於俄羅斯入侵烏克蘭中被佔領，俄方将其划归顿涅茨克人民共和国阿尔乔莫夫斯克区之下，并仍以旧名阿尔乔莫夫斯科耶（俄语：Артемовское）称呼之。

## 歷史
2016年，根据乌克兰去共产主义化，该镇从“阿尔乔莫夫斯科耶”改为现名。
在俄乌战争的巴赫穆特戰役中，由於赫羅莫韋座落於前往巴赫穆特的供應鏈，該镇對雙方的戰略都十分重要。截至2023年4月1日，就是俄方都承認該镇仍由烏軍控制。2023年11月29日，俄羅斯國防部表示俄方已經佔領了赫羅莫韋。

## 人口統計
根據 2001年烏克蘭人口普查，镇里居民的母語分配如下：
- 乌克兰语：59.7%
- 俄语：38.5%
- 其他：1.8%